# Jacques Chenevière
Jacques-Louis-Edmond Chenevière (* 17. April 1886 in Paris; † 22. April 1976 in Bellevue GE, heimatberechtigt in Genf), bekannt als Jacques Chenevière, war ein Schweizer Dichter, Librettist und Romancier aus einer prominenten Genfer Patrizierfamilie. Er wirkte zugleich über sechzig Jahre lang als humanitärer Spitzenfunktionär beim Internationalen Komitee vom Roten Kreuz (IKRK), das in dieser Zeit dreimal mit dem Friedensnobelpreis ausgezeichnet wurde – so oft wie bis heute keine andere Organisation.
Der schon früh preisgekrönte Schriftsteller, dessen Vater Adolphe Chenevière (1855–1917) ebenfalls als Autor reüssierte, schrieb auf Französisch und war vor allem für seine psychologisierenden Romane bekannt. Deren äussere Handlungsrahmen siedelte er zumeist in Paris, Genf oder der Provence an. Mit seinem Werk von zehn Romanen, zwei Gedichtbänden sowie Essays, Liedtexten und Novellen gilt er als einer der bedeutendsten Vertreter der Westschweizer Literatur des 20. Jahrhunderts.
Bereits kurz nach Beginn des Ersten Weltkrieges übernahm Chenevière zudem eine Direktoren-Position in der Internationalen Zentralstelle für Kriegsgefangene. 1919 wurde er Mitglied des IKRK und 1923 dessen Generaldirektor. Im Zweiten Weltkrieg hatte er als Leiter der neuen Zentralstelle für Kriegsgefangene wie auch der Lenkungskommission des IKRK Schlüsselpositionen inne und stieg 1945 erstmals zum Vizepräsidenten auf. Innerhalb der IKRK-Führung gehörte er der rechtsdogmatischen Fraktion an, die einen öffentlichen Protest gegen die Terrorherrschaft von NS-Deutschland verhinderte. Mittlerweile erkennt das IKRK das damalige Schweigen zum nationalsozialistischen System der Konzentrations- und Vernichtungslager als «das grösste Versagen» in seiner Geschichte an.
Chenevière blieb ein halbes Jahrhundert lang ordentliches Mitglied des IKRK und war damit dasjenige mit der zweitlängsten Amtsdauer überhaupt. Auf seinen altersbedingten Rücktritt 1969 hin wurde er zum Ehrenmitglied ernannt. Bereits zehn Jahre zuvor hatte er den eigens für ihn geschaffenen Titel eines Ehren-Vizepräsidenten erhalten. Nach seinem Tod geriet er weitgehend in Vergessenheit.

## Leben

### Familiärer Hintergrund

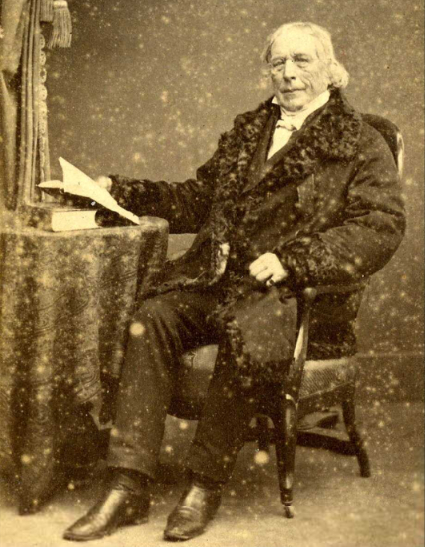
Jean-Jacques-Caton Chenevière, ca. 1870, aus den Sammlungen des Centre d’iconographie de la Bibliothèque de Genève (BGE)

Chenevières Vorfahren väterlicherseits stammten aus L’Arbresle bei Lyon. Da es in der Familie traditionell viele protestantische Pastoren gab, ist davon auszugehen, dass sie wie viele andere Calvinisten wegen der Hugenottenkriege nach Genf flüchteten. 1631 erhielten die Chenevières das dortige Bürgerrecht. Ihre Nachfahren zählen damit offiziell zu den zehn ältesten Familien der Stadt. Jacques Chenevières Urgrossvater war der Pfarrerssohn Jean-Jacques-Caton Chenevière (1783–1871), der Professor für dogmatische Theologie war und die Genfer Geschichte des 19. Jh. «wesentlich» mitprägte.
Jacques Chenevières Grossvater Arthur Chenevière (1822–1908) arbeitete zunächst bei der Banque Bonna & Cie, aus der mit der heutigen Privatbank Lombard Odier & Co einer der grössten Akteure im Schweizer Finanzsektor hervorging. 1868 machte er sich mit der Banque Chenevière & Cie selbständig, beteiligte sich drei Jahre später an der Gründung der Deutschen Vereinsbank und war zudem Verwaltungsrat bei der BNP Paribas. Zugleich spielte er als Anführer des Parti indépendant («Unabhängige Partei») eine kontroverse Rolle in der Genfer Politik. Im Streit um ein Wahlergebnis kam es 1864 sogar zu einer blutigen Schiesserei mitten im Stadtzentrum zwischen seinen Anhängern und denen eines Rivalen. Von 1864 bis 1871 stand er dem Finanzdepartement des Kantons Genf vor, amtierte anschliessend bis 1888 als Grossrat sowie von 1878 bis 1884 als Nationalrat. Seit 1845 war er mit einer Tochter des einflussreichen Theologen David-François Munier verheiratet. Eine Strasse in Cologny, einer der reichsten Gemeinden der Schweiz am linken Ufer des Genfersees, ist nach dem Ehepaar benannt. Das Gelände der früheren Villa Chenevière ist heute der Hauptsitz des Weltwirtschaftsforums.
Während zwei Söhne des Ehepaars ebenfalls Bankiers wurden und die Tochter den Gründer der Union Bank (später UBS) heiratete, war Adolphe Chenevière nicht nur Jurist, sondern auch Romancier und Essayist. Die vier Geschwister verkörperten damit die Entwicklung der Genfer Patrizierklasse, die sich zum Ende des 19. Jahrhunderts dem Bankenwesen und der Philanthropie zuwandte, da sie die absolute Kontrolle über die öffentlichen Ämter von Stadt und Kanton verloren hatte.
Adolphe zog um 1880 nach Paris, wo er als Literaturkritiker für die prestigereiche Revue des Deux Mondes arbeitete, die noch heute existiert und die älteste Kulturzeitschrift Europas ist. Jacques’ Mutter Blanche (1865–1911), geborene Lugol, stammte aus der Nähe von Nîmes, wo ihrer Familie das Weingut Campuget gehörte. Der junge Jacques liess sich von den Regionen der Provence und des Languedoc, wo er einen Grossteil seiner Ferien verbrachte, für sein späteres Literaturwerk inspirieren. In den Worten der Publizistin Charlotte König-von Dach legte die Mutter ihrem Sohn
«den sprühenden Elan, den Glanz und die Bewegungsfreudigkeit der dichterischen Intuition als Gaben des Midi de la France zu dem schwereren, calvinistisch-protestantischen Genferblut».
Jacques war faktisch Einzelkind, da sein kleiner Bruder André Alfred 1888 kurz nach der Geburt starb.

### Ausbildung und frühe Karriere

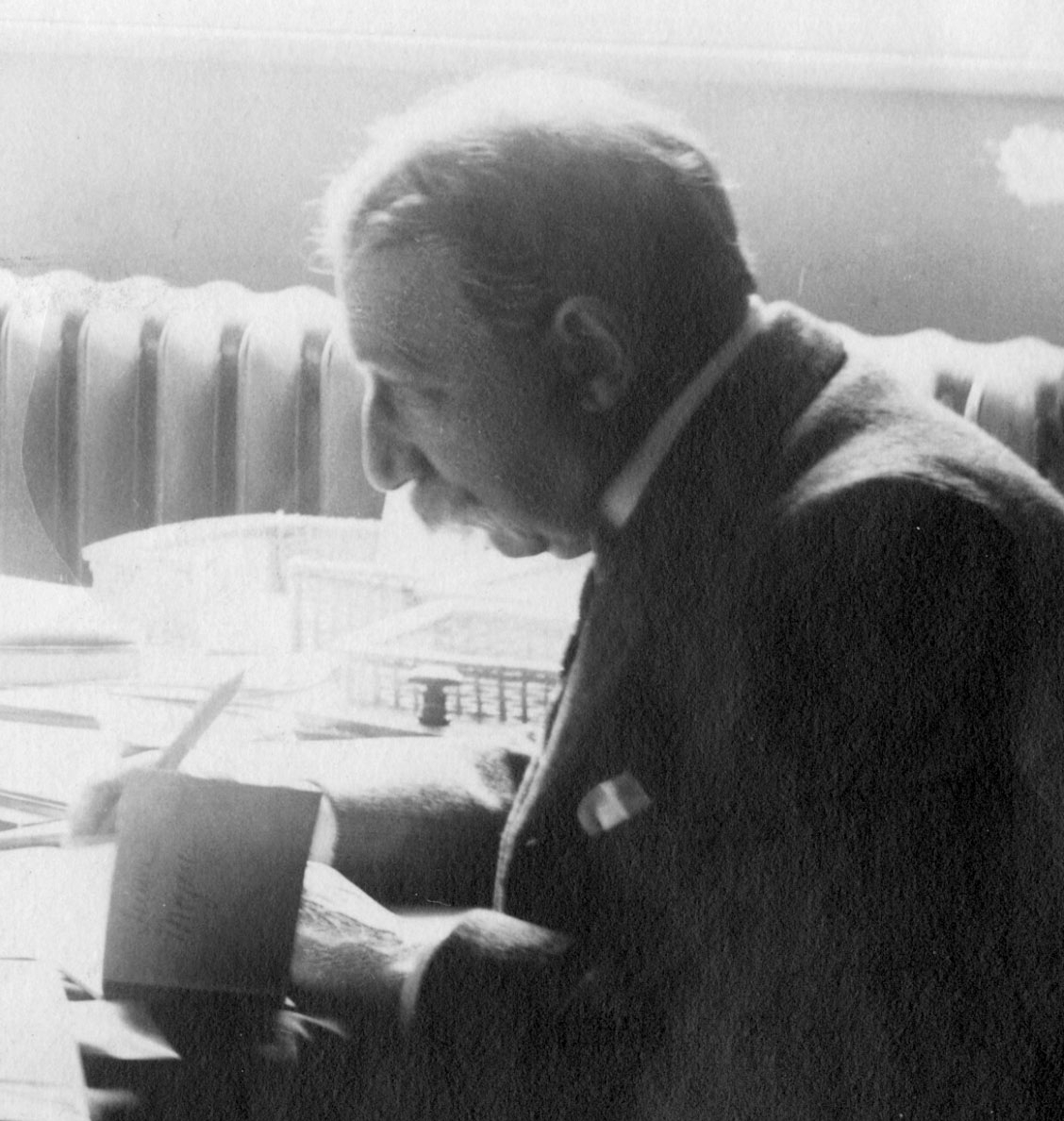
Chenevières Vater Adolphe, ca. 1914 (aus dem Audiovisuellen Archiv des IKRK-Archivs)

Chenevière wuchs während der kulturellen Blütezeit der Belle Époque in Paris auf und hatte dank seinem privilegierten Elternhaus schon früh Zugang zu künstlerischen Treffpunkten wie dem berühmten Salon der Malerin Madeleine Lemaire (1845–1928). So traf er bereits als Jugendlicher literarische Grössen wie Marcel Proust (1871–1922), den Komponisten Reynaldo Hahn (1874–1947) und die Schauspielerin Sarah Bernhardt (1844–1923). Seine höhere Schulbildung erhielt Chenevière an den elitären Lycées Carnot und Condorcet. An der Sorbonne absolvierte er ein Studium der Geisteswissenschaften.
Die ersten Gedichte veröffentlichte Chenevière 1906 in der Revue de Paris. Drei Jahre später brachte er in einem Pariser Verlag seinen ersten Gedichtband heraus: Les beaux jours («Die schönen Tage»). Das Debüt krönte die Académie française mit dem Prix Archon-Despérouses, einem Preis für junge Dichter. Kurz darauf schrieb er für den französischen Komponisten Louis Aubert (1877–1968) die Liedtexte zu der Opéra-comique La forêt bleue («Der blaue Wald»), die Ende 1911 in Boston uraufgeführt wurde.
Nachdem Chenevières Mutter Ende 1911 mit nur 46 Jahren plötzlich an einer Embolie verstorben war, besann er sich verstärkt auf Genf, das er nur aus den Ferien kannte. Dort entwickelte er eine freundschaftliche Beziehung zu dem Komponisten Émile Jaques-Dalcroze (1865–1950), der die rhythmisch-musikalische Erziehung begründete. Chenevière schrieb die Chor-Verse für die Pantomime Eco e Narciso («Echo und Narziss»), die Jaques-Dalcroze 1912 in seinem Festspielhaus in Hellerau bei Dresden uraufführte.
1913 brachte Chenevière seine zweite Gedichtsammlung heraus: La chambre et le jardin («Das Zimmer und der Garten»). Viele der Gedichte erschienen auch in der Revue de Paris, der Revue des Deux Mondes, für die sein Vater arbeitete, und in Schweizer Zeitschriften.
Kurz vor dem Ausbruch des Ersten Weltkrieges zogen Chenevière und sein Vater dauerhaft von Paris nach Genf um.

### Erster Weltkrieg
Wenige Wochen nach dem Ausbruch des Ersten Weltkrieges Ende Juli 1914 gründete das IKRK unter seinem Präsidenten Gustave Ador (1845–1928) die Internationale Zentralstelle für Kriegsgefangene, um das Schicksal von Kriegsgefangenen nachzuverfolgen und den Kontakt mit ihren Familien wiederherzustellen. Chenevière meldete sich bereits im September spontan als Freiwilliger. Sein Vater engagierte sich ebenfalls. Der österreichische Schriftsteller und Pazifist Stefan Zweig (1881–1942) schilderte die Anfangsphase:

«Kaum daß die ersten Schlachten geschlagen sind, gellen schon die Schreie der Angst aus allen Ländern in die Schweiz hinüber. Die Tausende, denen Botschaft von ihren Gatten, Vätern und Söhnen auf den Schlachtfeldern fehlt, breiten verzweifelt die Arme ins Leere: Hunderte, Tausende, Zehntausende von Briefen und Telegrammen prasseln nieder in das kleine Haus des Roten Kreuzes in Genf, die einzige internationale Bindungsstätte der Nationen. Wie Sturmvögel kamen die ersten Anfragen nach Vermißten, dann wurde es selbst ein Sturm, ein Meer: in dicken Säcken schleppten die Boten die Tausende und Abertausende geschriebener Angstrufe herein. Und nichts war solchem Dammbruch des irdischen Elends bereitet: das Rote Kreuz hatte keine Räume, keine Organisation, kein System und vor allem keine Helfer.»

Bereits am Ende des Jahres arbeiteten indes schon rund 1200 Freiwillige in den Räumlichkeiten des Kunstmuseums Musée Rath, darunter der französische Schriftsteller und Pazifist Romain Rolland, den Jacques Chenevière einstellte. Als Rolland den Nobelpreis für Literatur für 1915 erhielt, spendete er die Hälfte des Preisgeldes an die Zentralstelle.

Die meisten der Freiwilligen waren infolge der allgemeinen Mobilmachung junge Frauen. Einige von ihnen – etwa die Jaques-Dalcroze-Musikpädagogin Suzanne Ferrière, die Kunsthistorikerin Marguerite van Berchem wie auch die Historikerin und Juristin Marguerite Cramer – stammten aus Genfer Patrizierfamilien und hatten männliche Verwandte, die hohe Positionen im bis dahin noch ausschliesslich von Männern geführten IKRK innehatten. Auch der Bezug der Chenevières zum IKRK kam durch Familientradition und verwandtschaftliche Bande zustande: Adolphes jüngerer Bruder Edmond (1862–1932) war mit einer Tochter des Mailänder Bankiers Charles Brot verheiratet, der eine Rolle bei der Gründung des IKRK gespielt hatte. Adolphes älterer Bruder Alfred-Maurice (1848–1926) war durch seine Frau mit den Familien des IKRK-Mitbegründers Gustave Moynier (1826–1910) und seines Nachfolgers Ador verbunden.

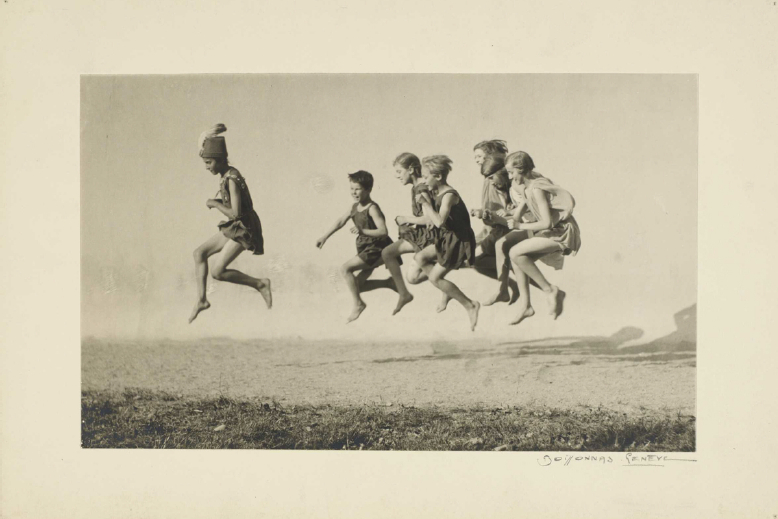
Kinder in Les premiers souvenirs, einem Jaques-Dalcroze-Stück mit Texten von Chenevière, fotografiert von Boissonnas (BGE-Sammlungen)

Vor diesem Hintergrund übernahm Jacques Chenevière bald als Co-Direktor die Leitung der für die Entente verantwortlichen Abteilung. Auf die Idee seiner Co-Direktorin Cramer hin etablierten die beiden ein System, mit dem sich die Flut der eingehenden Anfragen und Informationen durch Karteikarten und damit verbundene Kataloge verarbeiten liess.
Neben dieser Arbeit etablierte sich Chenevière auch im Genfer Kulturleben. So tat er sich mit dem Entwicklungspsychologen Édouard Claparède (1873–1940) und dessen Schwager Auguste de Morsier (1864–1923), einem Vorkämpfer für das Frauenstimmrecht, zusammen, um die Gelder zu sammeln, mit denen Jaques-Dalcroze Ende 1915 im Genfer Stadtteil Eaux-Vives seine eigene Akademie gründen konnte. Das Institut besteht noch heute in dem damals gekauften Gebäude. Darüber hinaus unterstützte Chenevière auch den Jaques-Dalcroze-Schüler Georges Pitoëff bei der Gründung einer Theatergruppe.
Zugleich setzte Chenevière seine literarische Karriere fort: 1917 erschien sein Debüt-Roman L’île déserte («Die einsame Insel») bei Éditions Bernard Grasset, einem der bedeutendsten Literaturverlage Frankreichs. Das Buch über einen Mann und eine Frau aus Paris, die auf einem polynesischen Atoll stranden und ihre gegenseitigen Antipathien überkommen, war für weite Kreise des Establishments im calvinistisch-prüden Genf ein skandalöser Affront. Es gilt als ein Beispiel für Chenevières «beissende Satire auf die in ihrem moralistischen Korsett gefangene Genfer Gesellschaft».
Ende 1917, wenige Monate nach dem Tod von Chenevières Vater im Alter von 63 Jahren, erhielt das IKRK seinen ersten Friedensnobelpreis (IKRK-Gründer Henry Dunant, der wegen seiner Privatinsolvenz vom Mitgründer Moynier ausgebootet worden war, hatte die erstmals verliehene Auszeichnung 1901 persönlich zugesprochen bekommen). Es war der einzige Preis, den die Jury in Oslo während des Krieges vergab. Chenevière hatte als Co-Direktor der Entente-Abteilung entsprechenden Anteil an der Ehrung.
Kurz vor dem Kriegsende inszenierte Jaques-Dalcroze in dem nach ihm benannten Institut die Rhythmik-Show Les premiers souvenirs («Die ersten Erinnerungen»), für die Chenevière die Texte geschrieben hatte.

### Zwischen den Weltkriegen

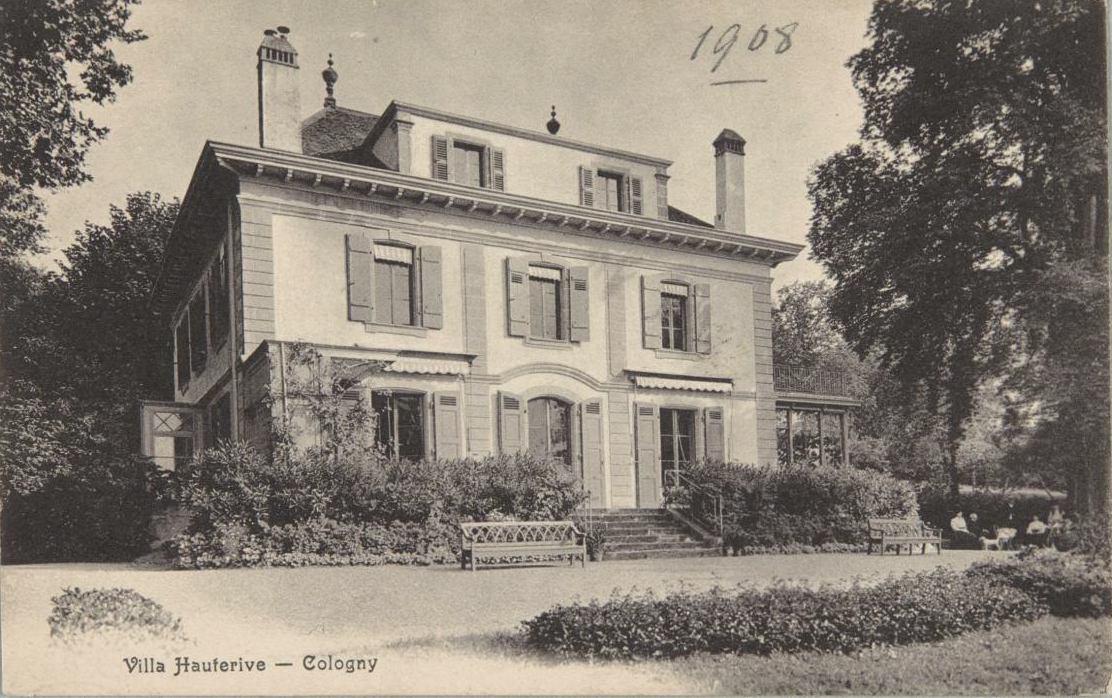
Die Villa Hauterive, 1908 (BGE)

Im November 1919 wählte die IKRK-Versammlung Chenevière zu ihrem Mitglied. In der Folge arbeitete er in mehreren Kommissionen der Organisation mit. Dazu gehörten diejenige, die über die Auslandsmissionen der Delegierten entschied, und solche, die Verhandlungen mit der neugegründeten Liga der nationalen Rotkreuz- und Rothalbmondgesellschaften führten.
Im August 1920 heirateten Chenevière und die dreizehn Jahre jüngere Marguerite Oehl in Neuenburg. Die Braut hatte ein Jahr zuvor am Institut Jaques-Dalcroze ihr Diplom gemacht. Das Ehepaar bezog die luxuriöse Villa Hauterive («Hochufer») in Cologny. Das Anwesen gehörte ursprünglich der prominenten Theologen-Familie Turrettini. Vor Chenevière hatten dort unter anderem der österreich-ungarische Komponist Franz Liszt (1811–1886), der Schweizer Landschaftsmaler Barthélemy Menn (1815–1893) und der französische Landschaftsmaler Jean-Baptiste Camille Corot (1796–1875) gewohnt, ebenso der französische Offizier Alfred Dreyfus (1859–1935) nach seinem Freispruch in der Dreyfus-Affäre.
Die Chenevières lebten rund zwölf Jahre in der Villa und machten sie zu einem Zentrum der Westschweizer wie französischen Hochkultur. Regelmässige Gäste in ihrem Salon waren die Literaten Gonzague de Reynold (1880–1970), Robert de Traz (1884–1951), Edmond Jaloux (1878–1949), Valery Larbaud (1881–1957), François Mauriac (1885–1970), Guy de Pourtalès (1881–1941) und Paul Valéry (1871–1945) sowie die Komponisten Igor Strawinsky (1882–1971) und Jaques-Dalcroze. Für den Rhythmik-Grossmeister schrieb Jacques Chenevière 1922 abermals Liedtexte, diesmal zu La fête de la jeunesse et de la joie («Das Fest der Jugend und der Freude»).

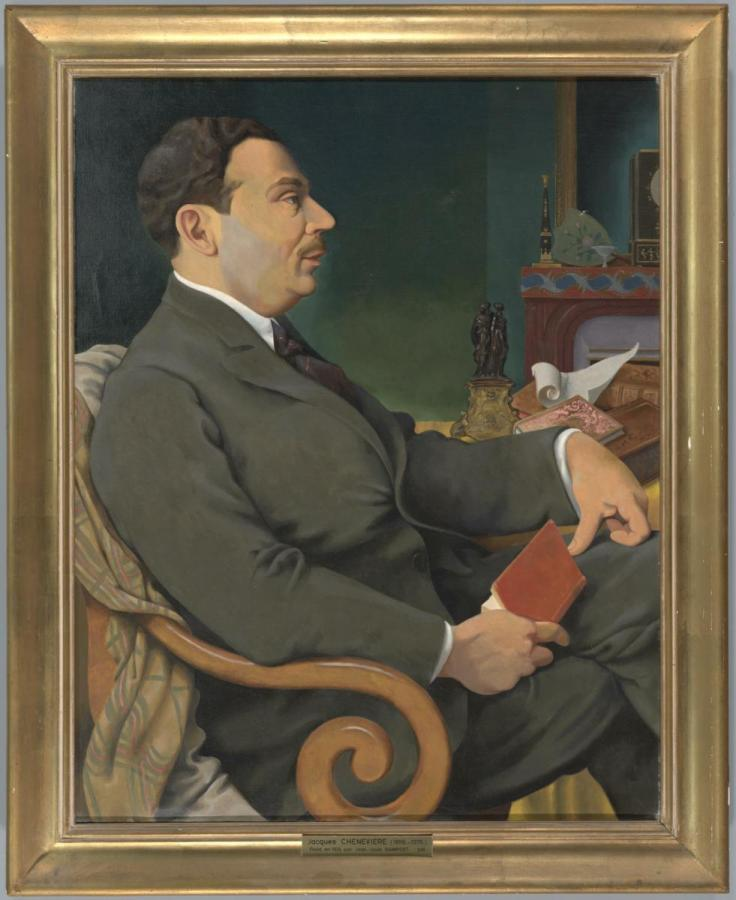
Porträt von 1924, gemalt von dem Genfer Künstler Jean-Louis Gampert (1884–1942), aus den BGE-Sammlungen

1923 berief IKRK-Präsident Ador, der Chenevières direkter Nachbar in Cologny war, ihn zum Generaldirektor. Nach dem Ende des Griechisch-Türkischen Krieges im Vorjahr trat allerdings bis zum Ausbruch des Chacokriegs 1932 eine vergleichsweise ruhige Phase ein, die Chenevière grössere Freiräume für seine künstlerischen Aktivitäten liess:
1925 übernahm Chenevière die Mitherausgeberschaft der Bibliothèque universelle et Revue de Genève, die sich für Völkerverständigung und Friedenssicherung durch den Völkerbund einsetzte. Mit seinem Kindheitsfreund de Traz, der wie er als Sohn eines Schweizers und einer Französin in Paris geboren war, sorgte er insbesondere für eine Wiederbelebung des literarischen Austauschs zwischen den deutsch- und französischsprachigen Welten. So machten sie etwa die Werke von Thomas Mann und Rainer Maria Rilke in Frankreich wieder salonfähig. Die Monatszeitschrift erschien bis 1930.
Im Mai 1930 zeichnete die Schweizerische Schillerstiftung Chenevière für seinen Roman Les messagers inutiles («Die unnötigen Boten») aus. Zur gleichen Zeit delegierte ihn der Bundesrat als seinen Vertreter in den Aufsichtsrat der Stiftung, für die er ein Vierteljahrhundert lang tätig blieb.
1935 veröffentlichte er seinen Roman Connais ton cœur («Erkenne Dein Herz»), der sich den «dunkleren Seiten des Lebens» widmete und «als eines seiner bedeutendsten Werke gilt».
In den Jahren vor dem Zweiten Weltkrieg engagierte sich Chenevière wieder verstärkt beim IKRK. Sein Fokus galt dabei zum einen dem Spanischen Bürgerkrieg (1936–1939). Zum anderen war er Mitglied einer Kommission zum Abessinienkrieg, den das faschistische Königreich Italien von 1935 bis 1937 mit einem völkerrechtswidrigen Angriffs- und Eroberungskrieg gegen das ostafrikanische Kaiserreich Abessinien führte. Als das IKRK im März 1936 Berichte des Delegierten und Arztes Marcel Junod über den italienischen Einsatz von Giftgas in Korem erhielt, reiste IKRK-Präsident Max Huber mit Chenevière und dem IKRK-Mitglied Carl Jacob Burckhardt nach Rom. Chenevière zufolge sprach der Jurist Huber in einer kurzen Audienz bei Diktator Benito Mussolini den Einsatz von Chemiewaffen an. In der internen Debatte, die auf die Reise folgte, stellte sich Chenevière gegen die Idealisten um Lucie Odier. An der Seite der formaljuristischen Dogmatiker um Huber argumentierte er, dass das IKRK kein Mandat hatte, den Einsatz von Giftgas öffentlich zu verurteilen. Im Ergebnis schickte das IKRK lediglich einen zurückhaltenden Brief an das Italienische Rote Kreuz.

### Zweiter Weltkrieg

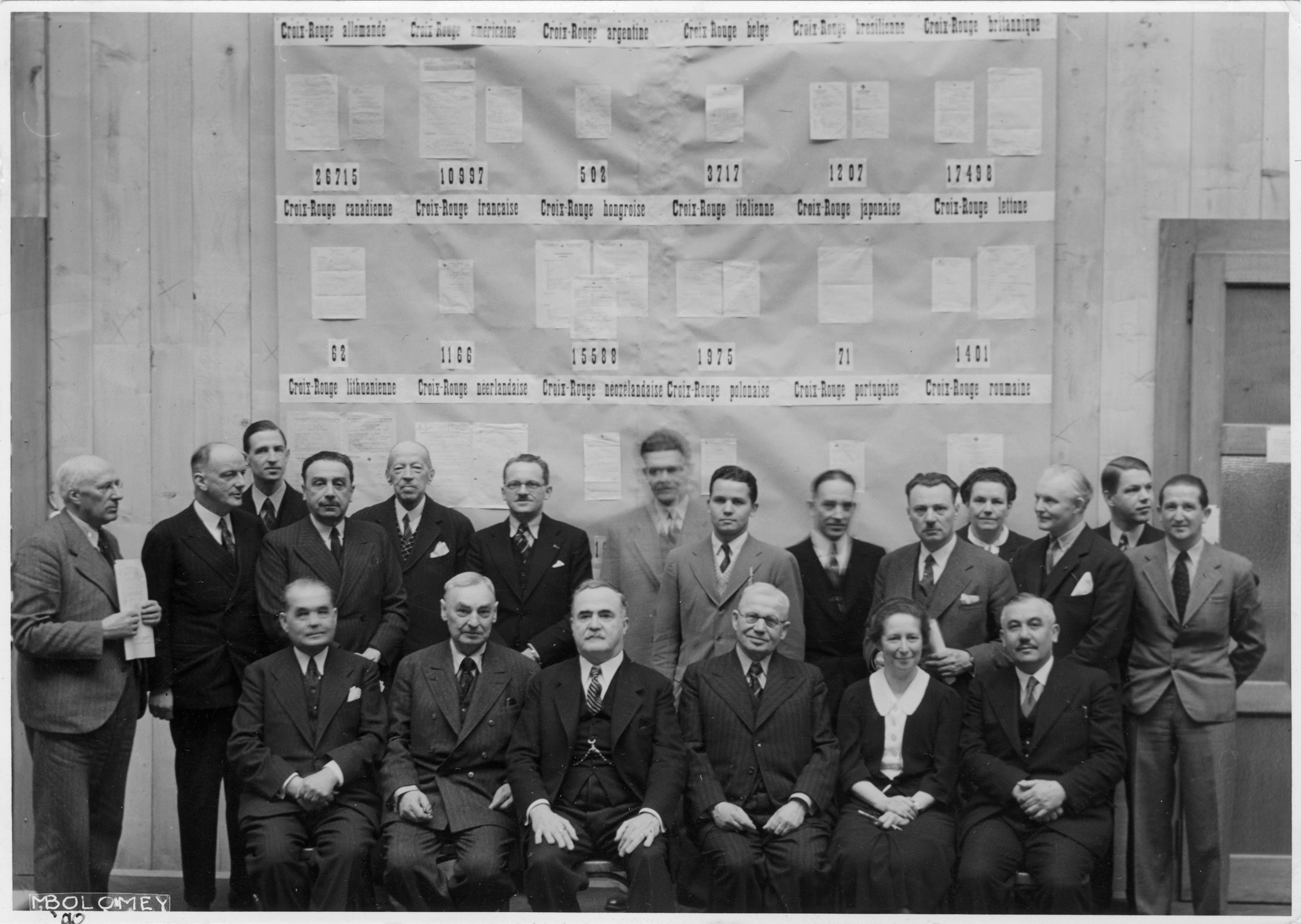
Chenevière in der hinteren Reihe (4. von links), Huber in der ersten Reihe (3. von links) bei einem Besuch von Repräsentanten der nationalen Rotkreuzgesellschaften aus nicht kriegführenden Ländern im April 1940, IKRK-Archiv

Just am 1. September 1939, dem Tag des deutschen Überfalls auf Polen, erschien in der Revue de Paris ein Text von Chenevière zum 75-jährigen Jubiläum der ersten Genfer Konvention. Darin betonte er, dass das IKRK und die ganze Rotkreuzbewegung angesichts der schwelenden Konflikte für humanitäre Interventionen bereitstünden. Zwei Wochen später eröffnete das IKRK die Zentralstelle für Kriegsgefangene. Als Nachfolgerin der Zentralstelle aus dem Ersten Weltkrieg basierte sie auf der Genfer Konvention von 1929. Zu ihrem Direktor ernannte die IKRK-Führung Chenevière.
Als NS-Deutschland am 10. Mai 1940 mit dem Westfeldzug den Angriff auf die neutralen Staaten Niederlande, Belgien und Luxemburg begann, reagierte Chenevière umgehend mit einem Ausbau der Zentralstelle. Zum Zeitpunkt des deutschen Sieges über Frankreich Ende Juni hatte die Agentur bereits fast eintausend Freiwillige. Wie schon im Ersten Weltkrieg waren die meisten von ihnen Frauen. Um angesichts der neuen Dimensionen des humanitären Elends mit der Flut an Informationen zurechtzukommen, führte Chenevière eine moderne Datenverarbeitung nach dem Hollerith-Lochkartenverfahren ein. Dazu stellte die US-amerikanische Firma International Business Machines Corporation (IBM) unentgeltlich sechs sogenannte Watson-Maschinen zur Verfügung, die grosse Mengen an Karteikarten schnell sortieren und katalogisieren konnten. Es ist eine bittere Ironie der Geschichte, dass das NS-Terrorregime seinerseits in grossem Umfang IBM-Technologie für die systematische Verfolgung von Minderheiten nutzte.

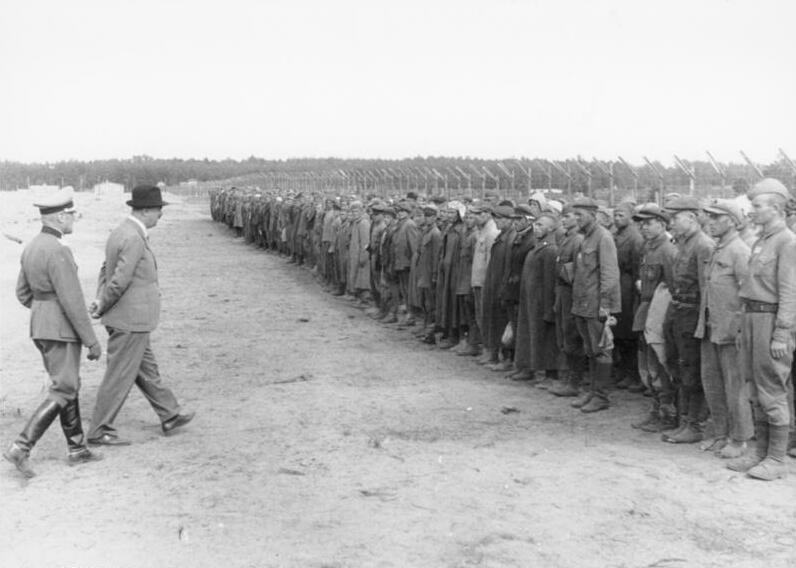
Besuch einer IKRK-Delegation unter Leitung Burckhardts im Kriegsgefangenenlager Stalag II B, Hammerstein (Pommern), im August 1941 (aus den Sammlungen des deutschen Bundesarchivs)

Ende November 1941 reiste Chenevière nach Vichy, wo er sich mit Marschall Philippe Pétain traf, um die Situation der französischen Kriegsgefangenen im Deutschen Reich zu besprechen.
In den gleichen Tagen erhielt Chenevière die ersten Berichte über die sogenannte Endlösung, die generalstabsmässige Vernichtung der Juden durch Nazi-Deutschland in Osteuropa. Der Schweizer Botschafter in Bukarest, René de Weck (1887–1950), der als Westschweizer Dichter und Romancier mit Chenevière befreundet war, schrieb einen alarmierenden Privatbrief an ihn. Darin betonte er:

«Seit dem Eintritt Rumäniens in den Krieg gegen die UdSSR hat gegen die Juden des Donau-Königreiches eine systematische Verfolgung eingesetzt, neben der die armenischen Massaker, die das europäische Gewissen zu Beginn unseres Jahrhunderts empörten, wie ein Kinderspiel erscheinen. […] Beraubungen aller Art, unmenschliche Gewalttätigkeiten, Deportationen, Exekutionen und Massenmorde.»

De Weck machte dazu auch den Vorschlag, dass ein IKRK-Delegierter im Rahmen einer anderen Mission zunächst eigene Informationen sammeln könnte. Die rumänische Regierung würde sich mit Blick auf das Ansehen des «Genfer Kreuzes» seinen Empfehlungen dann kaum entziehen: «Tausende bedrohter Leben könnten so gerettet werden.» Chenevière antwortete erst über einen Monat später, dass er und seine Kollegen «keine Möglichkeit sehen, den gegenwärtigen Stand der Dinge wirksam zu verbessern».
1942 verlieh die Universität Genf Chenevière den Ehrendoktortitel der Geisteswissenschaften. Im gleichen Jahr übernahm er für ein knappes Jahrzehnt die Leitung der Literaturseite des Journal de Genève, einer liberalen Tageszeitung, die einst mit der Veröffentlichung eines Berichtes von Dunant über die Schlacht von Solferino zur Gründung des IKRK beigetragen hatte.
Im Herbst 1942 erhielt die IKRK-Führung weitere Berichte über den Holocaust. In der IKRK-Vollversammlung am 14. Oktober sprach sich daher eine grosse Mehrheit – angeführt von Marguerite Frick-Cramer, Suzanne Ferrière und Lucie Odier – für einen öffentlichen Protest als ultimative Intervention aus. Allerdings verweigerte sich die IKRK-Spitze um den Geschichtsprofessor Burckhardt, der den erkrankten Huber vertrat, und Bundespräsident Philipp Etter diesem Votum beharrlich. Chenevière stellte sich auf die Seite seines Freundes Burckhardt, der mit einer Tochter von Chenevières rechtskonservativ-autoritaristischem Freund Gonzague de Reynold verheiratet war (Etter galt als Schüler von Gonzague de Reynold). Die Rechtsdogmatiker argumentierten, dass das Komitee mit einem lautstarken Appell nur seine traditionellen Tätigkeiten gefährden würde, insbesondere die Fürsorge für Kriegsgefangene. Chenevière mahnte auch bei anderen Gelegenheiten immer wieder die strikte Beschränkung auf das völkerrechtliche Mandat an.
1943 veröffentlichte Chenevière seinen Roman Les captives («Die Gefangenen»), der als sein Meisterwerk gilt. Die Rezensionen legen nahe, dass das Werk trotz des Verzichts auf direkte Aktualitätsbezüge auch von den Gewissenskämpfen beim IKRK geprägt war:
«Er hat als Gegenstand das unerforschliche Menschenherz, in Fesseln geschlagen durch Mißtrauen und Barrikaden der Abwehr. Aus diesen dunklen Kammern geht das Verhängnis eines ganzen Hauses hervor. In unentrinnbarer Folgerichtigkeit rollt ab, was die Menschen in der eigenen Brust in Bewegung setzen. Nichts löst sich zum Guten; nicht einmal die Möglichkeit eines Kompromisses erscheint irgendwo am Horizont dieser bedrängten Welt. Das Gesetz großer Tragik waltet hier; Verstrickung und Niederbruch eines Charakters in den eigenen unheilvollen Wesensbedingungen.»
Ende 1944 ehrte das Nobelkomitee das IKRK mit seinem zweiten Friedensnobelpreis nach 1917. Wie im Ersten Weltkrieg war dies der einzige Preis, den es während des Krieges vergab. Die Jury in Oslo würdigte damit «die grossartige Arbeit, die das IKRK während des Krieges für die Menschheit leistete». Wie im Ersten Weltkrieg durfte sich Chenevière wegen seines Engagements in der Zentralstelle entsprechend mitgeehrt fühlen.
Ende Februar 1945 wählte die Versammlung des IKRK Chenevière und den ebenfalls aus einer alten Genfer Bankiersfamilie stammenden Albert Lombard (s. o.) zu Stellvertretern des neuen Präsidenten Burckhardt. Die Amtszeit der beiden Vizepräsidenten war allerdings auf das Kalenderjahr begrenzt.

### Nach 1945

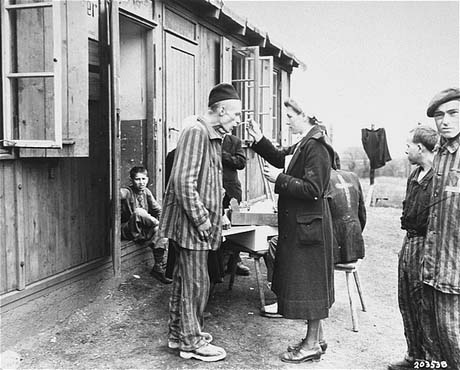
Ein polnischer Überlebender im befreiten Lager Hannover-Ahlem, einem Aussenlager des KZ Neuengamme, bekommt von einer Angehörigen des Deutschen Roten Kreuzes am 11. April 1945 Medizin verabreicht (Bild aus den Beständen der US-Armee)

Im Juni 1946 veröffentlichte Chenevière einen langen Artikel in der Revue de Paris über die Aktivitäten des IKRK während des Zweiten Weltkriegs. Darin ging er auch auf das Schweigen zum KZ-System ein, liess allerdings an entscheidender Stelle de Wecks Vorschlag von 1941 geflissentlich unerwähnt, der dem IKRK die Beschaffung eigener Informationen zur Shoa hätte ermöglichen können:

«Man hat sich hier und da gewundert, daß das IKRK damals keinen öffentlichen Protest erhob. Etwa gegen seine eigene Ohnmacht? Alle Signaturmächte der Abkommen kannten den Grund und protestierten selbst nicht. Hätte man gegen die Mißhandlungen protestieren sollen, die angeblich gegen die Deportierten verübt wurden? Das Rote Kreuz hatte ja keine Möglichkeit, diese Angaben auch nur teilweise zu überprüfen. Im übrigen weiß das IKRK aus Erfahrung, daß alle seine öffentlichen Proteste, die sich nicht auf eigene Ermittlungen stützen, nutzlos, wenn nicht sogar schädlich sind. Mangels unbestreitbarer Grundlagen werden sie von dem beschuldigten Staat als Zeichen a priorischer Parteilichkeit ausgelegt und gefährden damit die anderen Aufgaben, die dem Roten Kreuz durch die Konventionen gestellt sind.
Der Protest kann das letzte Mittel der Schwachen sein. In anderen Fällen stellt er eine leichte Art dar, unser Gewissen durch die Illusion, etwas getan zu haben, zu entlasten. Allerdings darf man dann keine anderen Pflichten haben, zu denen erfolgversprechende Tätigkeiten gehören. ‹Man muß die öffentliche Meinung aufrütteln›, heißt es. Das Rote Kreuz aber darf niemals das Risiko eingehen, diese Flamme anzufachen, die so leicht zur Feuersbrunst wird. Darum wirkte das IKRK schweigend, obgleich unter Aufbietung aller Kräfte für die Deportierten.
Vorstehendes ist die Darlegung eines tragischen Problems, keine Rechtfertigung…»

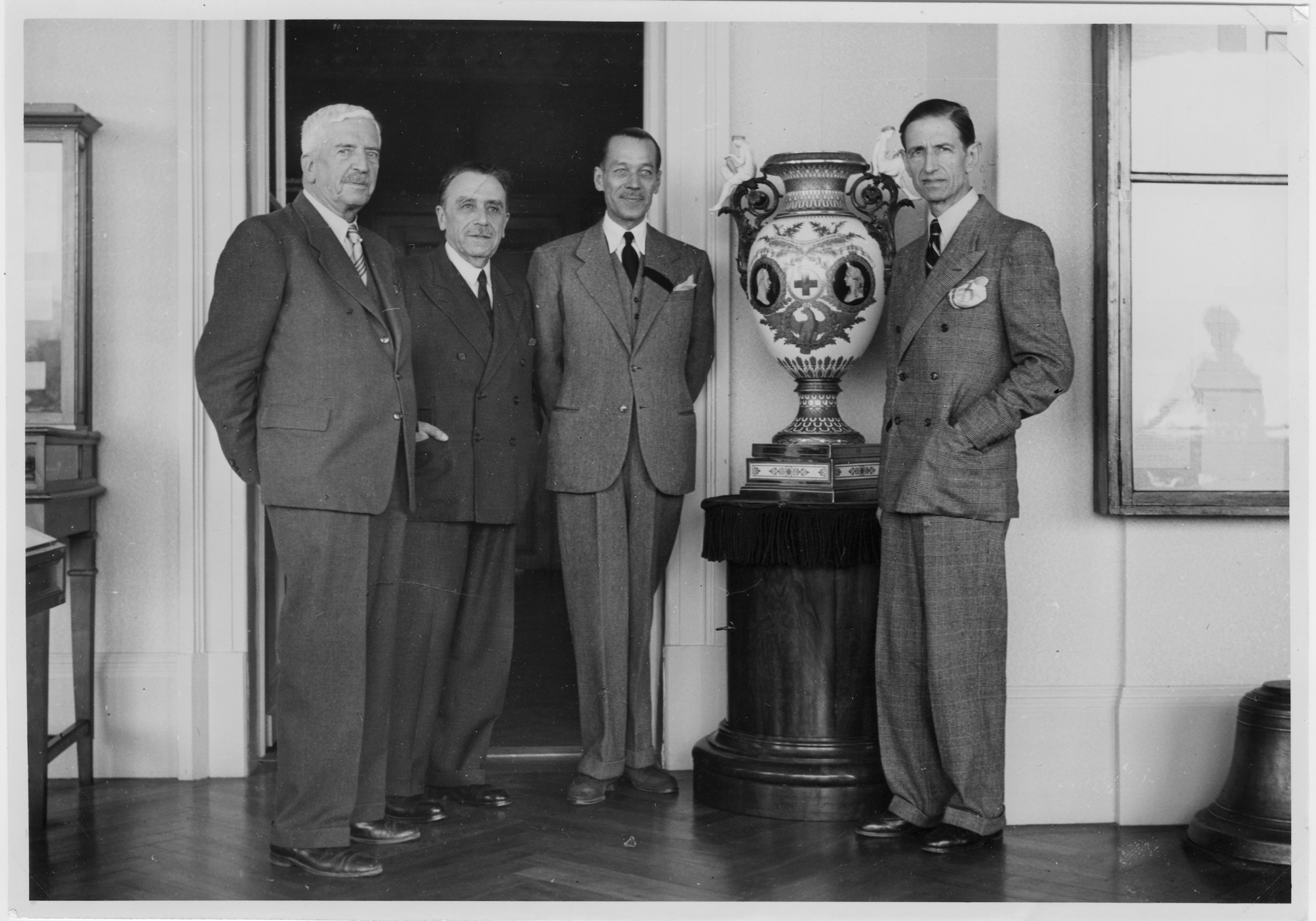
Chenevière (2. von links) auf einem undatierten Foto aus den späten 1940er oder frühen 1950er Jahren, mit Édouard Chapuisat (links) und Martin Bodmer (rechts), IKRK-Archiv

Im Mai 1947 erhielten Chenevière, sein alter Freund Jaques-Dalcroze und der Maler Alexandre Blanchet im Stadttheater von Genf den erstmals verliehenen Preis der Stadt. Diese Ehrung wurde alle drei Jahre an Künstler verliehen, die sich um das Ansehen von Genf verdient gemacht hatten.
1949 erschien Chenevières Roman Les captives von 1943 in deutscher (und ungarischer) Übersetzung unter dem Titel «Herbe Frucht», der ihm den Durchbruch beim deutschsprachigen Publikum bescherte.
Ende 1949 verlieh die IKRK-Versammlung Chenevière zu seinem dreissigjährigen Jubiläum als Mitglied die Goldene Medaille der Organisation. Er war damit nach Huber erst die zweite Person, der jemals diese Ehre zuteilwurde. Zugleich beteiligte sich Chenevière als Mitglied des Präsidentschaftsrates, als Vorsitzender der Kommission für auswärtige Angelegenheiten und von 1950 bis 1952 abermals als Vizepräsident weiterhin aktiv an tagespolitischen und strategischen Entscheidungen zu humanitären Krisen wie in Algerien, Griechenland, Indochina, Indonesien, Korea, Palästina / Israel, Syrien und Tunesien.
Anfang 1955 zog sich Chenevière aus dem Aufsichtsrat der Schweizerischen Schillerstiftung zurück, dem er dank der Berufung durch den Bundesrat seit 1930 angehört hatte. Allerdings hielt er im Juni des gleichen Jahres noch die Laudatio zur Verleihung des Grossen Preises der Stiftung im Zürcher Rathaus an seinen alten Freund Gonzague de Reynold, der als Apologet der aristokratischen Vergangenheit der Schweiz und Sympathisant autoritärer Regime bereits damals heftig umstritten war und dies bis heute ist. Zwei Jahre später erhielt Chenevière selbst den Preis ebenjener Stiftung für sein Gesamtwerk.

Ende 1959 verlieh die IKRK-Versammlung Chenevière zum vierzigsten Jubiläum seiner Mitgliedschaft den eigens für ihn geschaffenen Titel eines Ehren-Vizepräsidenten. Vier Jahre später sprach das Nobelkomitee dem IKRK seinen dritten Friedensnobelpreis nach 1917 und 1944 zu. Es ist damit bis heute die einzige Organisation, die derart oft diese höchste Ehrung erhalten hat. Nur Chenevière und Marguerite van Berchem waren zum Zeitpunkt aller drei Auszeichnungen aktive IKRK-Spitzenfunktionäre (Frick-Cramer erfuhr vom letzten Preis 1963 als Ehrenmitglied wenige Tage vor ihrem Tod). 

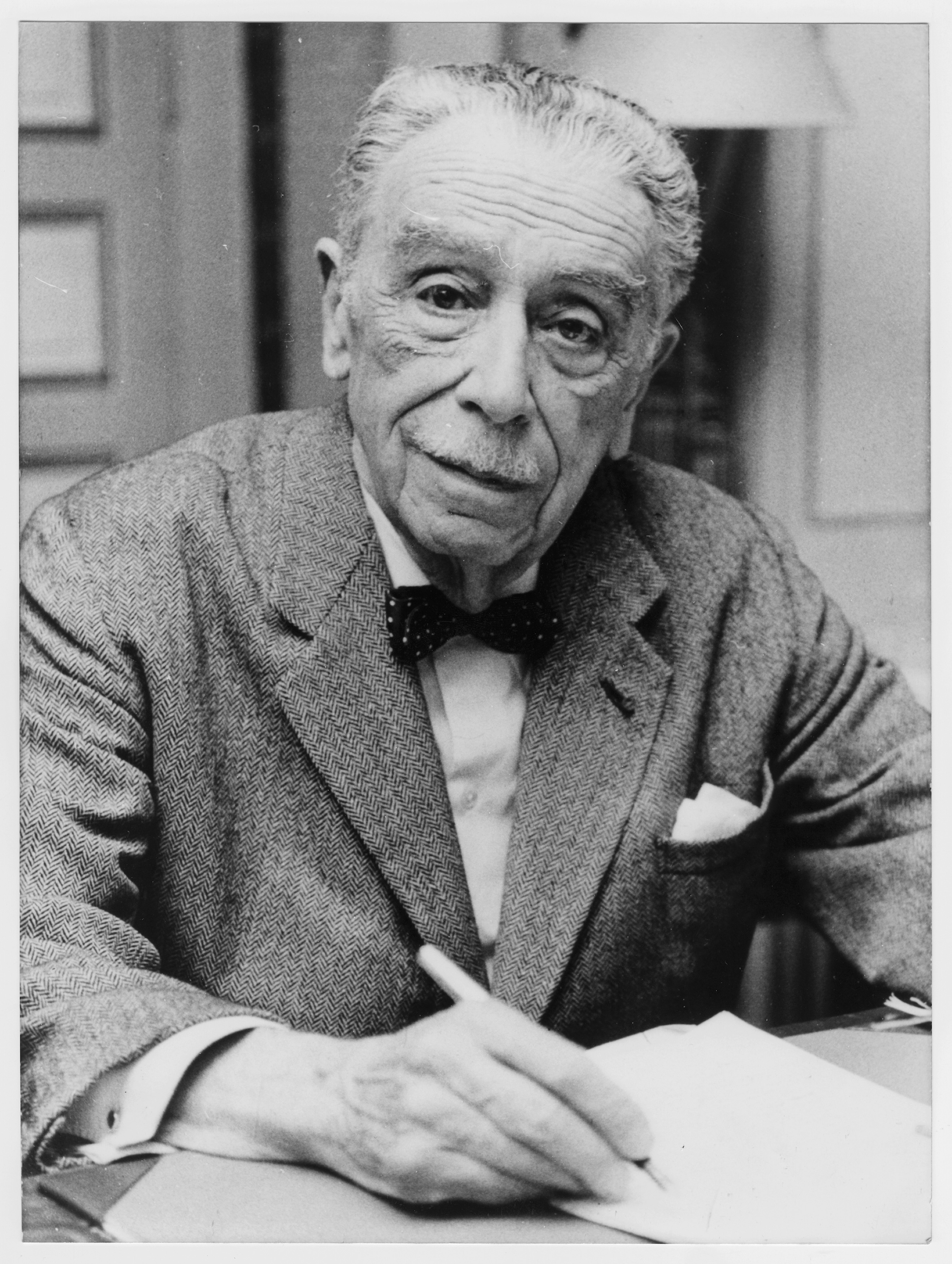
1968, IKRK-Archiv

1966 veröffentlichte Chenevière seine Memoiren unter dem Titel Retours et images («Rückbesinnungen und Bilder»), in denen er sich allerdings nicht auf das Schweigen zum Holocaust zurückbesann. Am Ende des gleichen Jahres verlieh ihm die Königliche Akademie der Wissenschaften und Schönen Künste von Belgien den Grossen Preis für französische Literatur ausserhalb Frankreichs. 1968 ehrte auch die Académie française noch einmal Chenevière, den sie fast sechzig Jahre zuvor als einen der besten Jung-Dichter ausgezeichnet hatte, und sprach ihm den Prix du Rayonnement de la langue et de la littérature françaises zu.
Im November 1969 trat Chenevière nach einem halben Jahrhundert als IKRK-Mitglied aus Altersgründen zurück. In der Geschichte der Organisation amtierte nur Ador länger als er. Zugleich ernannte die IKRK-Versammlung ihren Ehren-Vizepräsidenten auch zum Ehrenmitglied. IKRK-Präsident Marcel Naville pries in seiner Würdigung Chenevières konstantes Engagement ebenso wie sein
«unvergleichliches Urteilsvermögen».
Chenevière starb am 22. April 1976, wenige Tage nach seinem 90. Geburtstag, in Bellevue, einer Gemeinde am rechten Ufer des Genfersees unweit des IKRK-Hauptsitzes. Dort hatte das Ehepaar Chenevière in den Jahrzehnten seit dem Auszug aus der Villa Hauterive ein Anwesen mit Seeblick bewohnt. Chenevière wurde zwischen seinen Eltern und seiner Schwiegermutter auf dem Friedhof von Collonge-Bellerive beigesetzt, einer Gemeinde am linken Seeufer, wo er eine Zweitresidenz direkt am See hatte. Die Nachrufe der Schweizer Zeitungen stellten vor allem auf sein literarisches Vermächtnis ab. So hiess es im Thuner Tagblatt:

«Zur Lebendigkeit seiner Menschendarstellung fügte sich die Subtilität seiner Sprachgestaltung, zum Wissen um das Schwere und das Fragwürdige des Daseins die auflockernde Heiterkeit. Er darf mit gutem Recht als einer der bedeutendsten Vertreter des welschschweizerischen, ja der protestantisch französischen Gegenwartsliteratur überhaupt gelten.»

Das IKRK veröffentlichte in der Revue internationale de la Croix-Rouge eine Eloge und zitierte darin ausgiebig aus Chenevières Apologie von 1946, wonach das IKRK im Zweiten Weltkrieg nur diskrete Überzeugungsarbeit leisten konnte, um nicht seine Funktion als neutraler Vermittler zu gefährden. Seit der öffentlichen Entschuldigung durch Präsident Cornelio Sommaruga (1932–2024) im Jahr 1995 erkennt das IKRK das Schweigen zum Holocaust allerdings als «das grösste Versagen» seiner Geschichte an. Zwei Jahrzehnte zuvor verteidigte die damalige IKRK-Führung noch die diplomatische Zurückhaltung, für die Chenevière mitverantwortlich war, und würdigte ihn als Mann
«der dem Roten Kreuz das Beste aus seiner Kraft, seiner Intelligenz und seinem Herzen gab».

## Nachleben

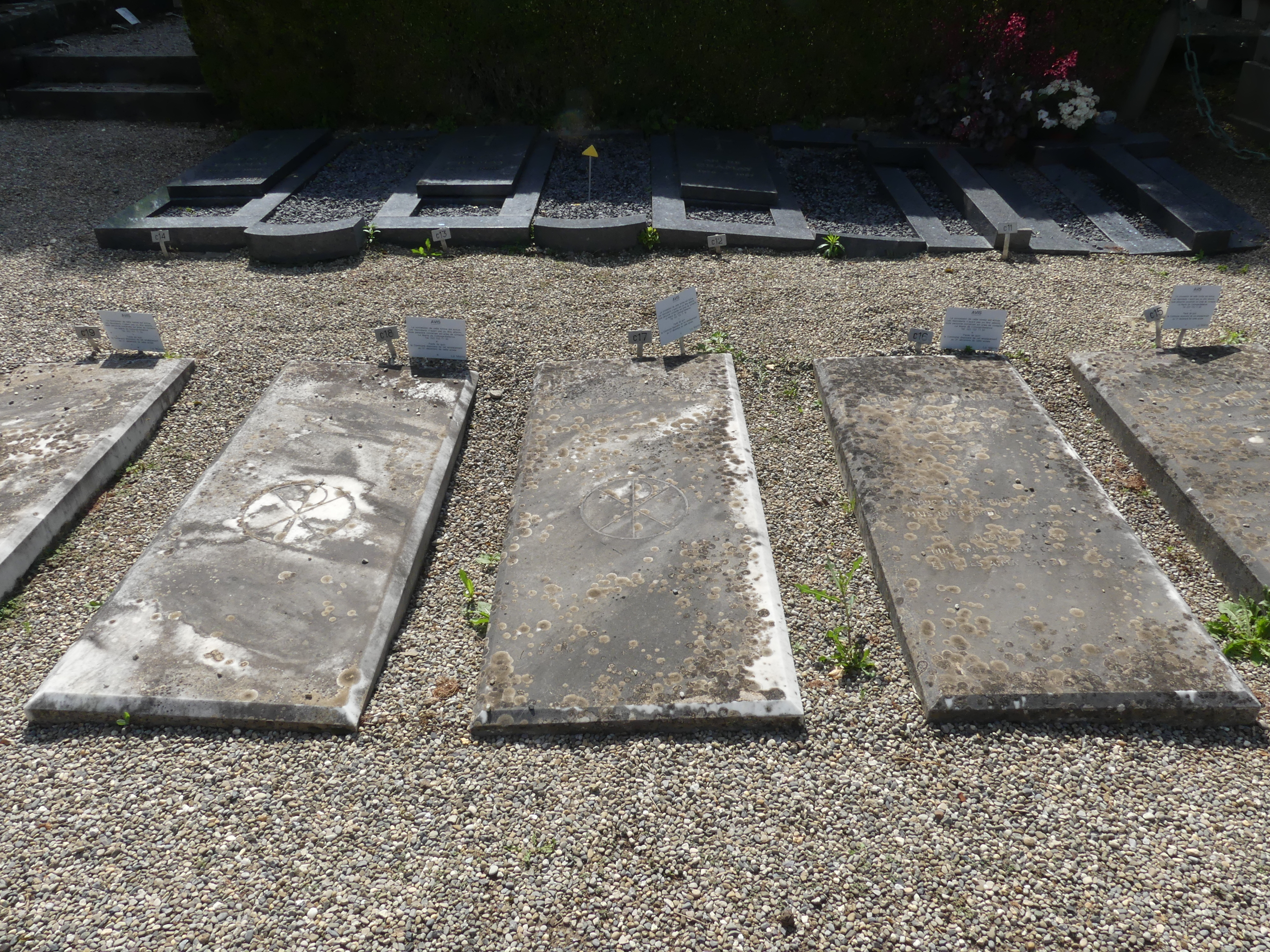
Chenevières Grab (Mitte), 2021

Zu seinem hundertsten Geburtstag ehrte die Bibliothèque publique et universitaire de Genève Chenevière 1987 nachträglich mit einer Ausstellung über sein Werk und sein Leben.
Chenevières Witwe Marguerite starb 1991 im Alter von 92 Jahren.
1992 erschien Chenevières Meisterwerk Les captives als Neuauflage. Im gleichen Jahr gründete sich in Genf die Fondation Jacques et Marguerite Chenevière. Ihr erklärtes Ziel bestand darin, die Einkünfte aus dem Stiftungskapital ganz oder teilweise an anerkannte Einrichtungen für ältere Menschen, insbesondere ältere Frauen, in Not auszuschütten.
Die Gräber von Chenevière und seiner Frau Marguerite, die keine Kinder hatten, von Marguerites Mutter Marie (1864–1957) wie auch von seinen Eltern Adolphe und Blanche auf dem Friedhof von Collonge-Bellerive sind für 2022 zur Auflösung bzw. Aufhebung vorgesehen.

## Werke

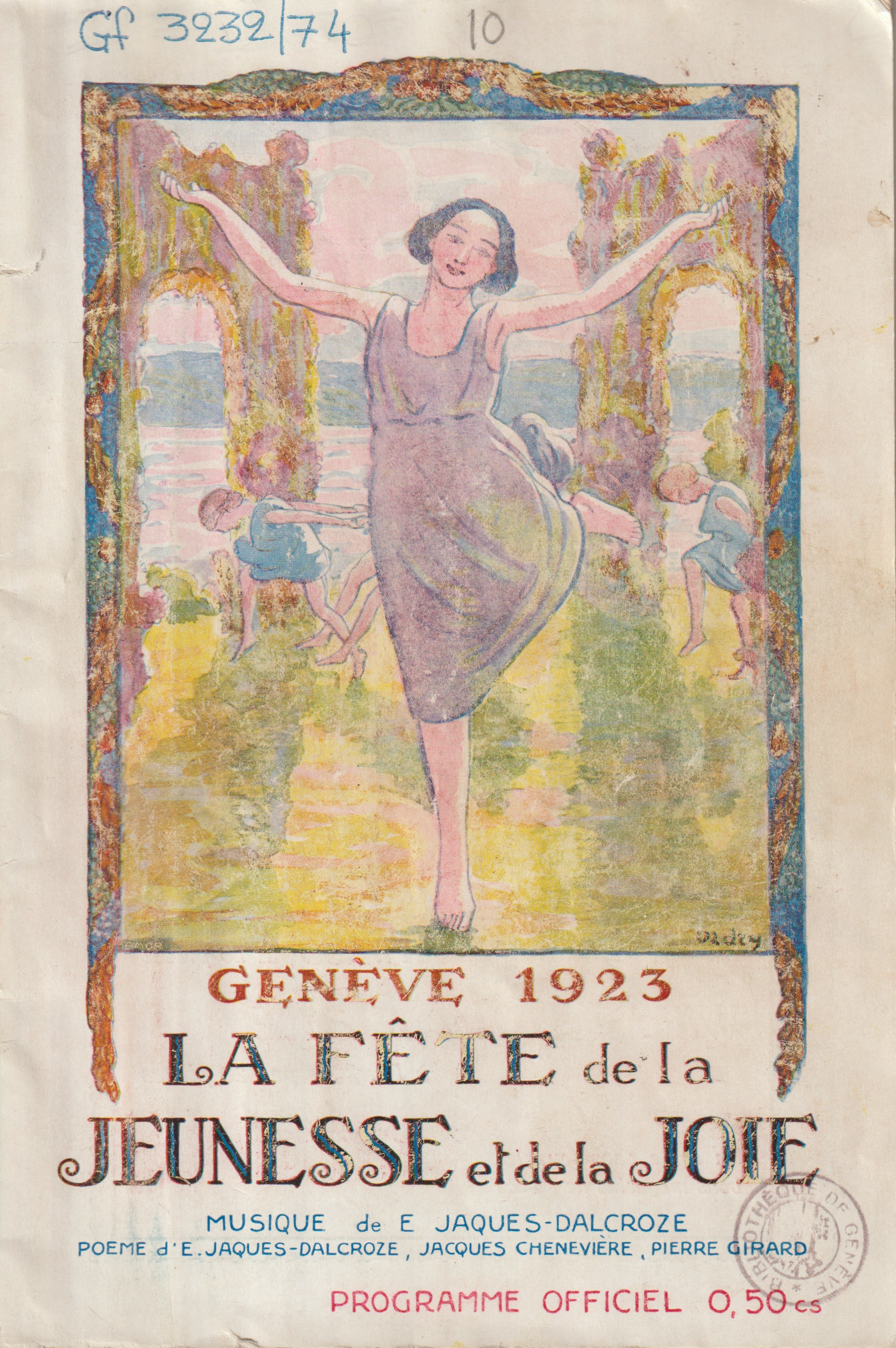
Titelblatt von La fête de la jeunesse et de la joie, illustriert von Édouard Elzingre (1880–1966)

### Autobiographie

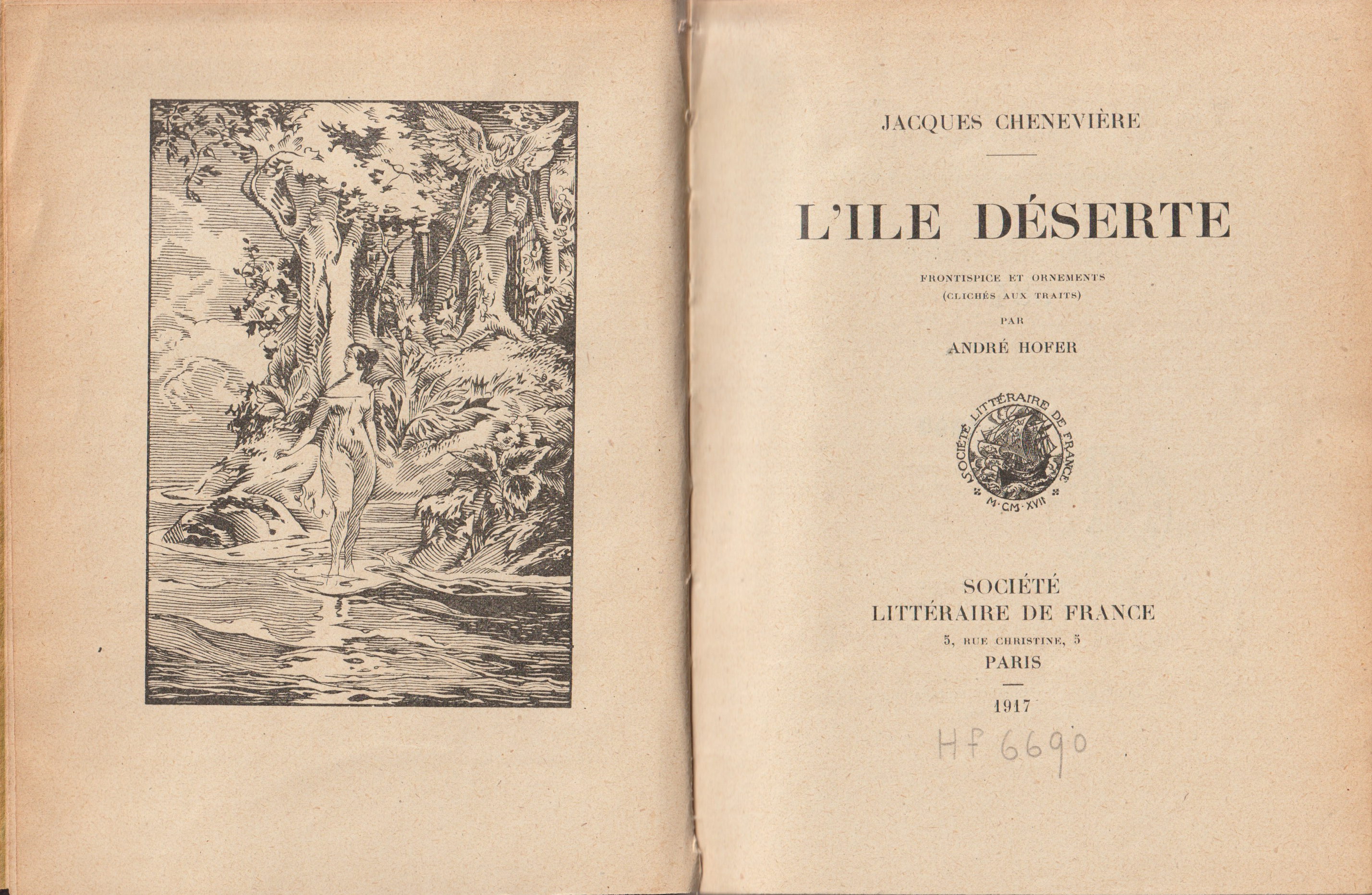
Frontispiz von L’île déserte, illustriert von André Hofer (1890–1973)

- Retours et images, Éditions Rencontre, Lausanne 1966

### Biographien und Essays
Im französischen Original
- La comtesse de Ségur, née Rostopchine, Gallimard, Paris 1933
- Campagne Genevoise, Éditions du Griffon, Neuenburg 1950
- Eloge de Gonzague de Reynold. Lauréat du grand prix de la Fondation Schiller suisse, Zürich 1955

Auf Deutsch
- Laudatio für Gonzague de Reynold, gesprochen bei der Übergabe des grossen Preises der Schweizerischen Schillerstiftung im Rathaus Zürich am 5. VI. 1955, Zürich 1955
- Genfer Landschaft, Éditions du Griffon, Neuenburg 1961

Auf Englisch
- Countryside Around Geneva, Éditions du Griffon, Neuenburg 1963

### Gedichtbände
- Les beaux jours, Éditions Alphonse Lemerre, Paris 1909
- La chambre et le jardin, Éditions Alphonse Lemerre, Paris 1913

### Libretti
- La forêt bleue, A. Durand, Paris 1911
- Les premiers souvenirs, Imprimerie de la Tribune de Genève, Genf 1918
- La fête de la jeunesse et de la joie, Foetisch Frères, Lausanne 1922

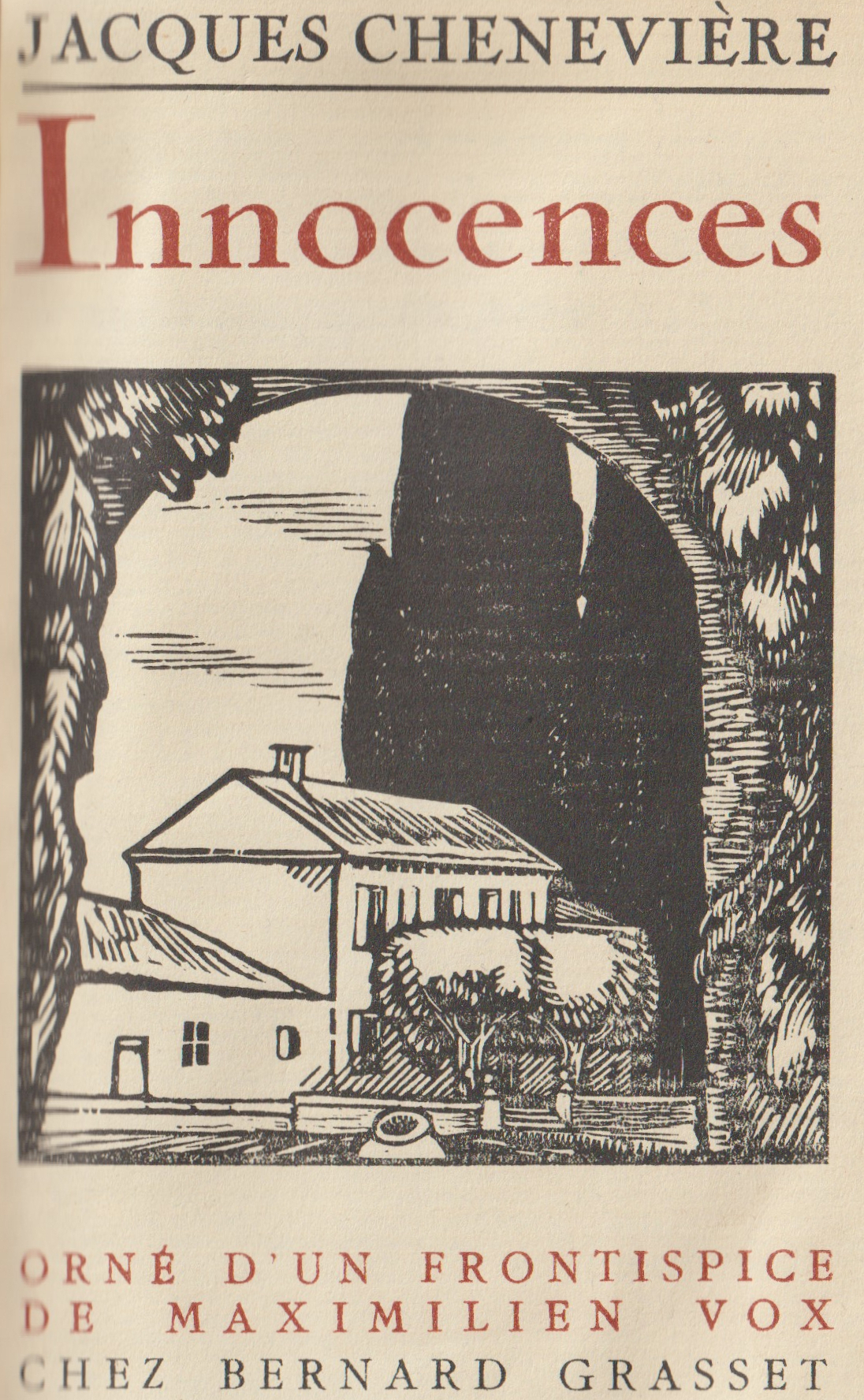
Illustration von Maximilien Vox (1894–1974)

### Romane und Novellen
Im französischen Original
- L’île déserte, Éditions Larousse, Paris 1917
- Jouvence; ou, La chimère, Éditions Grasset, Paris 1922
- Innocences, Éditions Grasset, Paris 1924
- Les messagers inutiles, Éditions Grasset, Paris 1926
- Daphné, Éditions du Sagittaire, Paris 1927
- La jeune fille de neige, Calmann-Lévy, Paris 1929
- Les aveux complets, Calmann-Lévy, Paris 1931
- Connais ton cœur, Calmann-Lévy, Paris 1935
- Valet, dames, roi, Calmann-Lévy, Paris 1938
- Les captives, Éditions du Milieu du Monde et la Guilde du Livre, Genf 1943
- Le bouquet de la mariée, R. Julliard, Paris 1955
- Daphné; ou, L’école des sentiments, Éditions Rencontre, Lausanne 1969

Auf Deutsch
- Die einsame Insel, Verlag Theodor Knaur, Berlin 1927
- Bube, Damen, König: Lehrjahre der Liebe, Fretz & Wasmuth, Zürich 1939
- Erkenne Dein Herz, Christian Wegner Verlag, Hamburg 1939 und 1948
- Herbe Frucht, Christian Wegner Verlag, Hamburg 1949